# 포켓 PC 2002
포켓 PC 2002(Pocket PC 2002)는 원래 "멀린"(Merlin)이라는 코드명으로 불렸으며, 2001년 10월 4일에 출시된 윈도우 모바일 계열의 모바일 운영체제이다. 포켓 PC 2000과 마찬가지로 윈도우 임베디드 컴팩트 3.0을 기반으로 했다. 주로 240×320 (QVGA) 포켓 PC 장치를 대상으로 했지만, 포켓 PC 2002는 개인 정보 단말기와 셀룰러 연결 기능을 결합한 장치인 포켓 PC 폰 (포켓 PC 2002 폰 에디션)에도 사용되었다.
미적으로 포켓 PC 2002는 당시 새로 출시된 윈도우 XP와 유사한 디자인을 지향했다. 새로 추가되거나 업데이트된 프로그램에는 스트리밍 기능이 있는 윈도우 미디어 플레이어 8, MSN 메신저, 그리고 디지털 권리 관리를 지원하는 마이크로소프트 리더(Microsoft Reader) 2가 포함된다. 번들로 제공되는 오피스 모바일 버전의 업그레이드에는 포켓 워드의 맞춤법 검사기 및 단어 수 세기 도구, 그리고 개선된 포켓 아웃룩이 포함된다. 팜 OS와 같은 비 마이크로소프트 장치에서의 파일 전송, 원격 데스크톱 서비스 및 가상사설망 지원 포함, 그리고 폴더 동기화 기능을 통해 연결성이 향상되었다. 다른 업그레이드로는 테마 지원과 저장 가능한 다운로드, 그리고 인터넷 익스플로러 모바일의 WAP을 포함한 향상된 UI가 있다.
기술적인 측면에서 포켓 PC 2002는 MIPS 및 슈퍼H CPU 지원을 제거하고 ARM 아키텍처만 지원했다. 스마트폰용으로 동일한 기반 위에 설계된 다른 소프트웨어 플랫폼 (스마트폰 2002)도 출시되었는데, 주로 키패드 방식의 GSM 장치들이었다. 향후 출시될 버전에서는 OEM이 더 혁신적이고 개별적인 디자인 아이디어를 활용할 수 있도록 라이선스 조건이 완화됨에 따라 포켓 PC와 스마트폰 라인이 점차 겹치게 되었다.

## 같이 보기
- 포켓 PC 2000
- 윈도우 모바일 2003
- 윈도우 모바일 5.0
- 윈도우 모바일 6.0
- 윈도우 모바일 6.1
- 윈도우 모바일 6.5